# Eurithia albiceps
Eurithia albiceps är en tvåvingeart som först beskrevs av Robineau-desvoidy 1863.  Eurithia albiceps ingår i släktet Eurithia och familjen parasitflugor.
Artens utbredningsområde är Frankrike. Inga underarter finns listade i Catalogue of Life.